# Klaas Huizing
Klaas Huizing (* 14. Oktober 1958 in Nordhorn, Niedersachsen) ist ein deutscher Schriftsteller und evangelischer Theologe, der seit 1995 Systematische Theologie in Würzburg lehrt.

## Leben
Huizing wuchs in einem streng calvinistischen Milieu nahe der niederländischen Grenze auf. Von 1977 bis 1986 studierte er Philosophie und Theologie in Münster, Kampen (Niederlande), Hamburg, Heidelberg und München. Im Jahre 1986 schloss er seine philosophische Promotion ab, 1989 seine theologische und im Jahre 1993 seine Habilitation in Theologie.
Von 1988 bis 1995 arbeitete Huizing als Assistent und Oberassistent bei Hermann Timm in München. Von 1995 bis 1998 war er Vertreter, seither ist er Ordinarius am Lehrstuhl für Systematische Theologie und theologische Gegenwartsfragen im Institut für Evangelische Theologie und Religionspädagogik der Universität Würzburg.
Seine Arbeitsschwerpunkte sind im Bereich der Hermeneutik, der Schrifttheologie, Christologie, Anthropologie, Alltagsphänomenologie, Ethik und im jüdisch-christlichen Dialog angesiedelt.

## Privates
Huizing konvertierte von einer altreformierten Gemeinde zur evangelisch-lutherischen Kirche. Er ist verheiratet und hat zwei Töchter.

## Schriftstellerische Tätigkeit
Mit seinem in mehrere Sprachen übersetzten Bestseller Der Buchtrinker und seinem Kant-Roman Das Ding an sich wurde Huizing einem größeren Publikum bekannt.
Seit 1997 ist er Mitglied im PEN-Zentrum Deutschland und im Jahre 2007 übernahm Huizing die Chefredaktion des Kulturmagazins Opus. Ab August 2015 war Huizing noch für einige Jahre Herausgeber dieses Kulturmagazins, spätestens seit 2022 wird er nicht mehr in dieser Funktion aufgeführt.

## Schluss mit Sünde(2017)
In seinem 2017 erschienenen Werk Schluss mit Sünde bricht Huizing weitgehend mit dem traditionell christlichen Sündenverständnis. Durch die vielen theologischen Interpretationen seit zweitausend Jahren sei Sünde zu einem Containerbegriff geworden. Er werde noch heute als moralische Keule missbraucht. Die theologische Fixierungen auf den „Sündenfall“, die „Erbsünde“, sexuelle Verfehlungen, Vermeidungsversuche und die pessimistische Anthropologie nennt er protestantische „Sündenverbiesterung“. Die Bibel und auch die Kirchen hätten weit mehr zu bieten, als nur vor der Gefahr der Sünde zu warnen. Gerade in der biblischen Erzählung von Kain und Abel in 1. Mose 4  werde uns erstmals vor Augen geführt, was „Sünde“ eigentlich sei. Neid und Eifersucht ließen in Kain Beschämung entstehen und wachsen, die ihn zum Mord an Abel getrieben hätten. Durch Gewalt wollte er seinen Gesichtsverlust beseitigen und seine Ehre und Handlungsmacht zurückgewinnen. Er habe es besser ertragen, mit großer Schuld als mit ohnmächtiger Scham zu leben, weil Schuld besser benannt und durch Strafe eher bewältigt werden könne. Zudem habe Gott seine unantastbare menschliche Würde gekennzeichnet und geschützt, obwohl er seine Tat verabscheut hätte. Solche Geschichten und auch die Gleichnisse Jesu hätten vor allem Weisheitscharakter und wollen uns lehren, dass wir negativen Emotionen nicht einfach ausgeliefert seien, sondern konstruktivere Verhaltensweisen einüben können. Diese positiv gedeuteten Lebensmuster weisen auch noch heute darauf hin, dass ein Leben ohne übertriebene Selbstdarstellung und Konsumismus möglich ist und einen wesentlichen Beitrag zu einer funktionierenden Gemeinschaft und Gesellschaft leisten könne.

## Auszeichnungen
- 1995: Bayerischer Kunstförderpreis
- 1999: AZ-Stern
- 2002: Villa-Concordia-Preis des Freistaates Bayern
- 2003: Villa-Concordia-Stipendium in Bamberg
- 2015: Nominiert für die Hotlist 2015, den Preis der unabhängigen Verlage, für Bruderland
- 2021: Bad Herrenalber Akademiepreis

## Werke

### Romane
- Tagebuch des Kunststudenten K. 1980.
- Oberreit – oder: Der Gesichtsleser. 1992.
- Der Buchtrinker. 1994.
- Paradise, Die Romanillustrierte. 1996.
- Das Ding an sich. 1998.
- Auf Dienstreise. 2000.
- Das Buch Ruth. Roman. Knaus, München 2000, ISBN 3-8135-0159-0, ISBN 3-8135-0168-X (falsch).
- Der letzte Dandy. Roman. Knaus, München 2003, ISBN 3-8135-0208-2 (2005 mit dem Titelzusatz: Ein Kierkegaard-Roman. ISBN 3-442-73346-4, urn:nbn:de:101:1-201111023435).
  - italienische Ausgabe: L'ultimo dandy (= Aironi. Band 4). Übersetzung von Andrea Bianchi. Nutrimenti, Roma 2005, ISBN 88-88389-38-5.
- Frau Jette Herz. Albrecht Knaus Verlag, München 2005, ISBN 3-8135-0209-0.
- In Schrebers Garten. Knaus, München 2008, ISBN 978-3-8135-0292-3, urn:nbn:de:101:1-201111027204.
  - durch Klaas Huizing bearbeitet als gleichnamiges Theaterstück, 2011, DNB 7753855-9; UA im Mainfranken Theater Würzburg, 19. Februar 2011. Für die Inszenierung erhielt das Mainfrankentheater den höchstdotierten Preis der Bayerischen Theatertage 2011.
- Mein Süßkind. Ein Jesus-Roman. Gütersloher Verlagshaus, Gütersloh 2012, ISBN 978-3-579-06579-3.
- Bruderland. Ein Familienroman. Gollenstein, Saarbrücken 2014, ISBN 978-3-95633-031-5.
- Zu dritt. Karl Barth, Nelly Barth, Charlotte von Kirschbaum. Roman. Klöpfer & Meyer, Tübingen 2018, ISBN 978-3-86351-475-4, urn:nbn:de:101:1-2018090204402632400126; 2. Auflage. Klöpfer, Narr, Tübingen 2020, ISBN 978-3-7496-1035-8.
- Das Testament der Kühe. Roman. Klöpfer, Narr, Tübingen 2020, ISBN 978-3-7496-1024-2.

### Fachbücher
- Das Sein und der Andere. Lévinas’ Auseinandersetzung mit Martin Heidegger. Athenäum, Frankfurt am Main 1988, ISBN 3-610-09234-3 (Zugl.: Heidelberg, Univ., Diss., 1986).
- Das Erlesene Gesicht. Vorschule einer physiognomischen Theologie. 1992.
- Homo legens. Vom Ursprung der Theologie im Lesen. 1996.
- Lukas malt Christus. Ein literarisches Porträt. 1996.
- Lesen und Leben. Drei Essays zur Grundlegung einer Theologie des Lesens. Zusammen mit U. H. J. Körtner, P. Müller. Bielefeld 1997, ISBN 3-7858-0392-3.
- Ästhetische Theologie. 3 Bände.
  - Band 1: Der erlesene Mensch. Eine literarische Anthropologie. 2000.
  - Band 2: Der inszenierte Mensch. Eine Medienanthropologie. 2002.
  - Band 3: Der dramatisierte Mensch. 2004, mit Theaterstück Jesus am Kamener Kreuz.
- Handfestes Christentum. Eine kleine Kunstgeschichte christlicher Gesten. Gütersloher Verlagshaus, Gütersloh 2007, ISBN 978-3-579-08013-0.
- Calvin … und was vom Reformator übrig bleibt. Hansisches Druck- und Verlagshaus, Frankfurt am Main 2008; 4. Auflage. Ebenda 2009, ISBN 978-3-938704-67-7.
- Fürchte dich nicht. Die Kunst der Entängstigung. Chrismon, Frankfurt am Main 2009, ISBN 978-3-86921-005-6.
- Eva, Noah und der David-Clan. Über Scham, Schuld und Verbrechen in der Bibel (= Edition Chrismon). Hansisches Druck- und Verlagshaus, Frankfurt am Main 2012, ISBN 978-3-86921-092-6, urn:nbn:de:101:1-2015020919356.
- Hauptsache gesund! Wider den Wellness-Wahn (= Edition Chrismon). Zusammen mit Arnd Brummer. Hansisches Druck- und Verlagshaus, Frankfurt am Main 2013, ISBN 978-3-86921-131-2.
- Ästhetische Theologie. Der erlesene Mensch. Der inszenierte Mensch. Der dramatisierte Mensch. 3 Bände in einem Band. Gütersloher Verlagshaus, Gütersloh 2015, ISBN 978-3-579-08197-7.
- Scham und Ehre. Eine theologische Ethik. Gütersloher Verlagshaus, Gütersloh 2016, ISBN 978-3-579-08239-4, urn:nbn:de:101:1-2016112711995f; 2. Auflage. Ebenda 2020, ISBN 978-3-579-08239-4.
- Schluss mit Sünde! Warum wir eine neue Reformation brauchen. Kreuz Verlag, Hamburg 2017, ISBN 978-3-946905-08-0, urn:nbn:de:101:1-2019040314591073120803.
- Gottes Genosse. Eine Annäherung an Karl Barth. Kreuz Verlag, Hamburg 2018, ISBN 978-3-946905-50-9, urn:nbn:de:101:1-2018110212265935176150.
- Lebenslehre – Eine Theologie für das 21. Jahrhundert. Gütersloher Verlagshaus, Gütersloh 2022, ISBN 978-3-579-07467-2.
- Verzaubert leben. Eine Roadmap zum Heiligen. Gütersloher Verlagshaus, Gütersloh 2024, ISBN 978-3-579-08254-7.

### Als Herausgeber
- Kleine Transzendenzen. Festschrift für Hermann Timm zum 65. Geburtstag (= Symbol – Mythos – Medien. Band 10). Münster/Hamburg/London 2003, ISBN 3-8258-7010-3.
- mit Horst F. Rupp: Medientheorie und Medientheologie (= Symbol – Mythos – Medien. Band 7). Lit, Münster 2003, ISBN 3-8258-6544-4 (erste Auseinandersetzung mit dem Begriff der Medientheologie).
- mit Horst F. Rupp: Religion im Plural (= Forum zur Pädagogik und Didaktik der Religion. N. F., Band 3). Königshausen & Neumann, Würzburg 2012, ISBN 978-3-8260-4445-8.
- mit Stephan Schaede: Was ist eigentlich normal? Zur Produktion von Normalität in unserer Gesellschaft. Claudius, München 2020, ISBN 978-3-532-62856-0.